# Pancetta
Pancettaⓘ ([panˈt͡ʃet.ta]) – dojrzewający boczek wieprzowy pochodzący z Włoch. Podobny produkt występuje w kuchni chorwackiej oraz korsykańskiej.

## Rodzaje
Tradycyjna pancetta jest zwijana w rulon (wł. arrotolata), zaś jej przygotowanie obejmuje moczenie w solance z dodatkiem pieprzu oraz dojrzewanie bez obróbki cieplnej. Czasami pancetta bywa wędzona na zimno. W centralnych i południowych Włoszech boczku się nie roluje i przyrządza bez zwijania (wł. stesa). Często boczkiem zawija się dojrzewający kark wieprzowy (wł. capocollo); taka odmiana pancetty nazywana jest pancetta coppata.

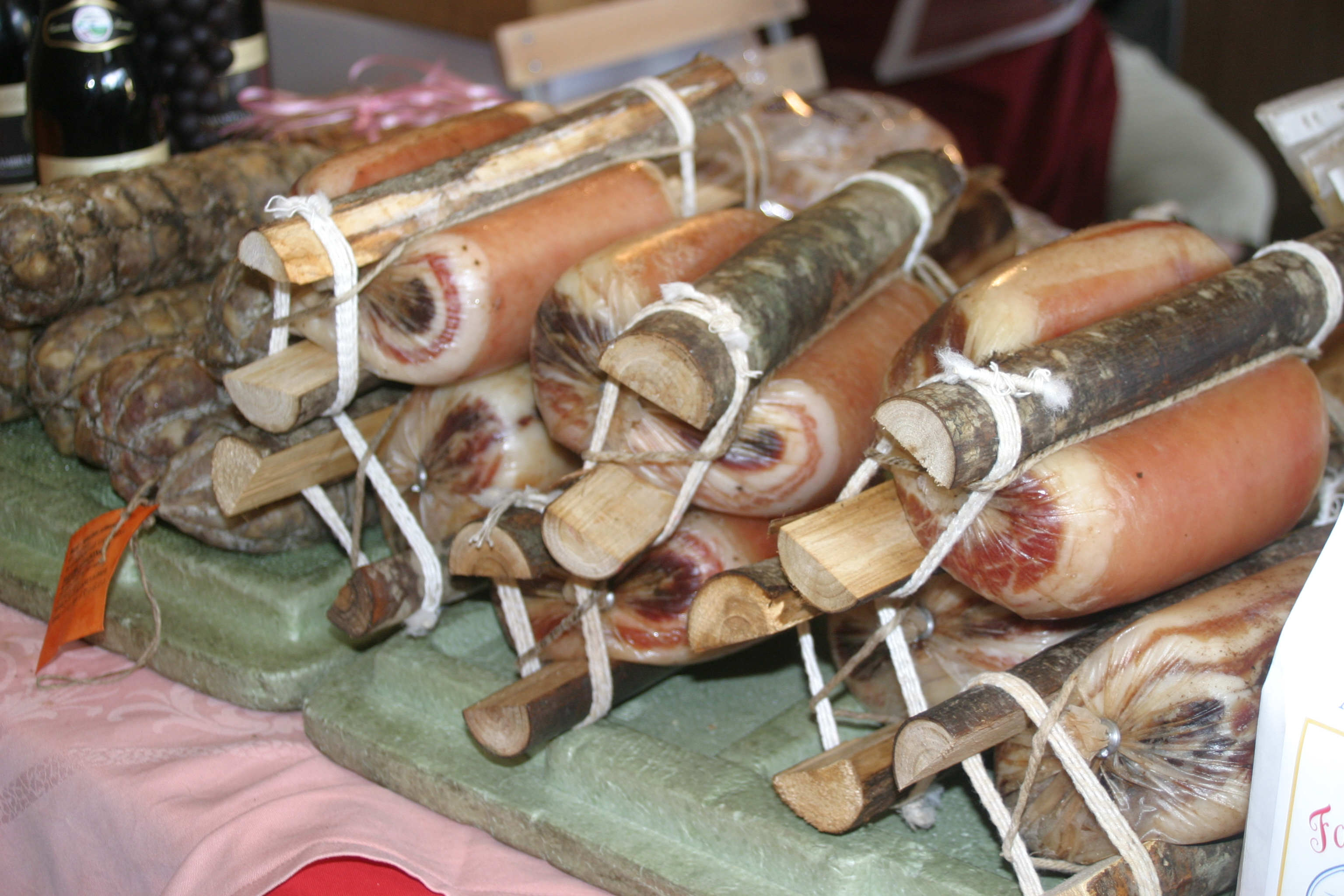
Pancetta affumicata (pol. wędzona)
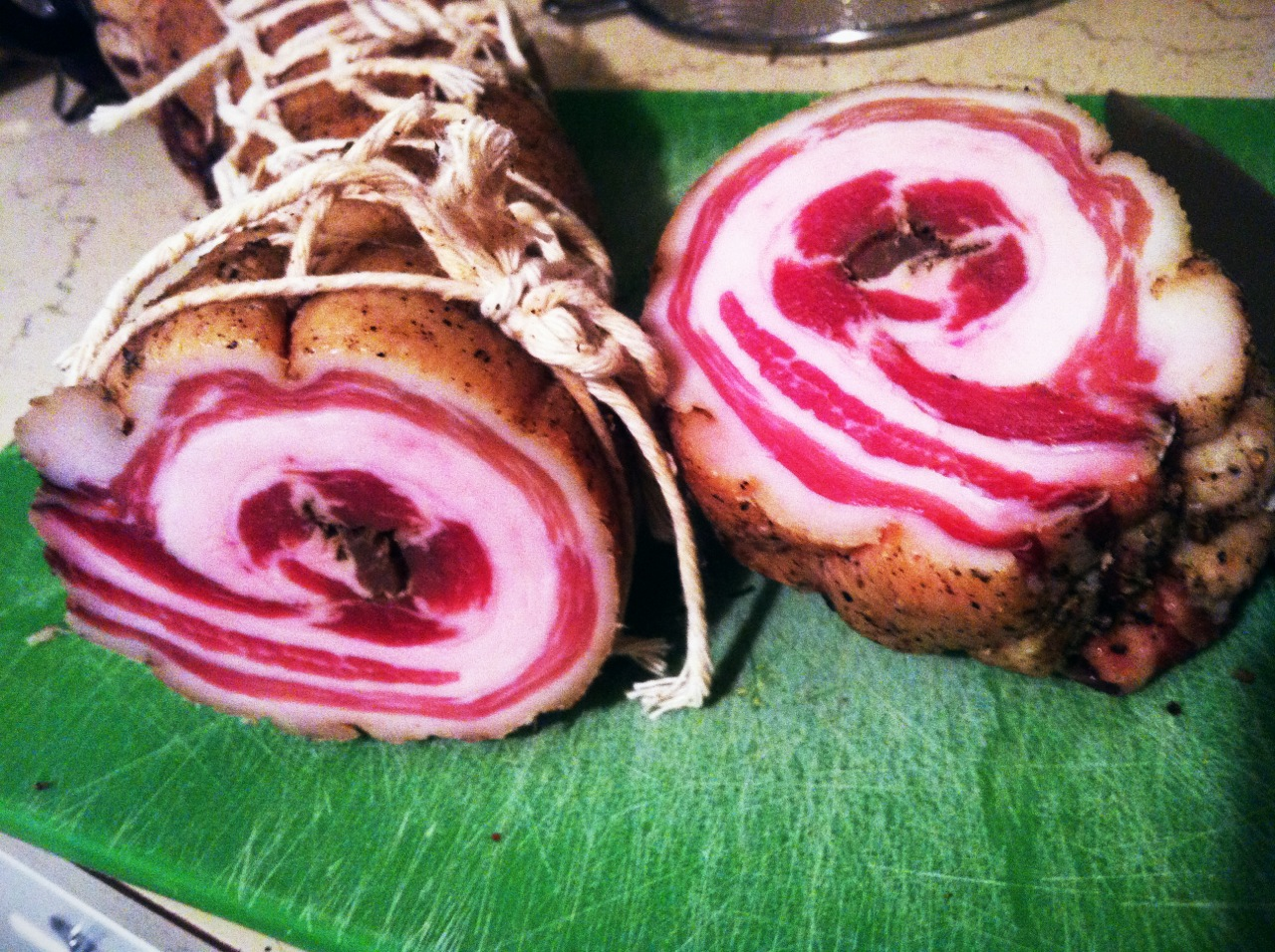
Rozkrojona pancetta
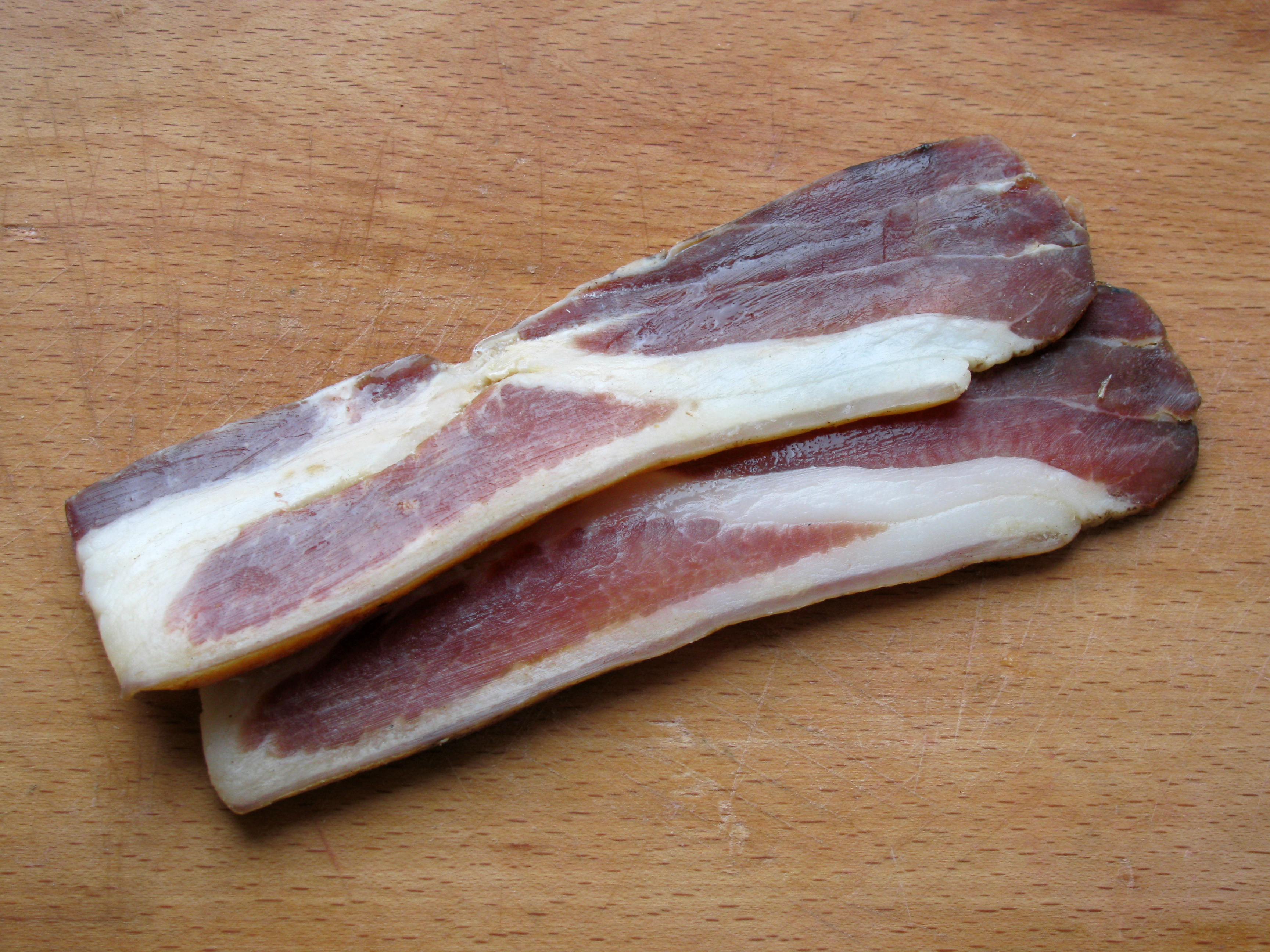
Plastry pancetty

## Zastosowanie
Najczęściej pancetta jest podawana bez obróbki, jako antipasti, razem z rukolą, oliwkami czy serami dojrzewającymi. Pancetta jest również podstawowym składnikiem sosu bolońskiego. We Włoszech bywa również dodatkiem do pizzy.